# Rio Semliki
O rio Semliki é um importante rio da região dos Grandes Lagos da África Central, na República Democrática do Congo e Uganda, e contribuinte para o Nilo Branco. As suas águas correm na direção norte a partir do lago Eduardo, na República Democrática do Congo, através da fronteira República Democrática do Congo–Uganda, até desaguar no lago Alberto ao fim de 140 km (segundo algumas fontes) a 230 km.
Muita fauna selvagem vive nas proximidades do rio, incluindo elefantes, crocodilos e antílopes.
O aumento do degelo das neves dos Rwenzoris, o sobrepastoreio e outras alterações na bacia hidrográfica causaram erosão nas margens e mudanças frequentes no curso dos meandros inferiores deste rio. Em alguns locais, o Uganda perde até 10 m de terra por ano do seu lad do rio por erosão, e os sedimentos do Semliki depositam-se no lago Alberto. Em outros locais é a R.D.do Congo que perde área, com as alterações do percurso do rio a mudar a localização da fronteira entre os dois países.